# Peter Medawar
Peter Brian Medawar (28 février 1915 - 2 octobre 1987) est un biologiste britannique d'origine libanaise. Il est principalement connu pour ses travaux sur le système immunitaire et les mécanismes d'acceptation ou de rejet des greffes d'organes. Il est codétenteur du prix Nobel de physiologie ou médecine en 1960 avec Sir Frank Macfarlane Burnet.

## Biographie
Medawar naît le 20 février 1915 à Petrópolis, sa mère est britannique, son père d'origine libanaise. Medawar étudie au Marlborough College en Angleterre puis au Magdalen College à Oxford où il étudie la zoologie avec John Zachary Young. Après avoir obtenu son bachelor il travaille à l'école de pathologie de Howard Walter Florey, toujours à Oxford, où il commence à s'intéresser aux champs de la biologie lié à la médecine.

## Recherches
Il commence à travailler sur la transplantation proprement dite en 1949 quand Frank Macfarlane Burnet émet l'hypothèse que durant le développement embryonnaire et après la naissance, les cellules acquièrent la capacité de distinguer les cellules étrangères au corps.
Medawar reçoit le prix Nobel avec Burnet pour leurs travaux sur la greffe de tissus, qui est la base des transplantations d'organes, et leur découverte des tolérances acquises. Ce travail est utilisé pour des greffes de peaux après des brûlures. Les travaux de Medawar déplacent les centres d'intérêt en immunologie d'une recherche d'une vue globale du système immunitaire vers des tentatives d'altérations de ce système, comme dans les tentatives de suppression des rejets de greffes.

### Théorie de la sénescence
Le 6 décembre 1951, Medawar dans sa conférence d'introduction à l'University College London intitulée An unsolved problem of biology (en français : un problème non résolu de la biologie, publié en 1952) aborde la question du vieillissement et la sénescence, qu'il commence par définir dans les termes suivants :
Nous avons de toute évidence besoin d'un mot pour désigner le simple vieillissement, et je propose d'utiliser le « vieillissement ». Le « vieillissement » signifie ici un simple vieillissement et n'a pas d'autre insinuation. J'utiliserai le mot « sénescence » pour désigner un vieillissement accompagné du déclin des facultés corporelles, des sensibilités et des énergies que le vieillissement implique familièrement.
Il s’intéresse ensuite à la question de savoir pourquoi l'évolution a permis aux organismes de vieillir, alors que (1) la sénescence diminue la condition physique des individus et (2) il n'y a pas de nécessité évidente pour la sénescence. En répondant à cette question, Medawar fournit deux idées fondamentales et interdépendantes. Tout d'abord, selon Medawar, il y a un déclin inexorable de la probabilité de l'existence d'un organisme et par conséquent, de ce qu'il qualifie comme la « valeur reproductive » c'est-à-dire la capacité d'un organisme à se reproduire. Il suggère que la force de la sélection naturelle s'affaiblit progressivement avec l'âge, la fécondité des groupes d'individus plus jeunes étant considérablement plus importante. Ce qui arrive à un organisme après cette phase de reproduction n'est que faiblement voire pas modulé par la sélection naturelle chez les parents plus jeunes. Medawar souligne également que la probabilité de décès à différents moments de la vie était une mesure indirecte de condition physique, c'est-à-dire de la capacité d'un organisme à propager ses gènes. Les statistiques chez les humains montrent que la plus faible probabilité de décès chez les femmes humaines est autour d'environ 14 ans, ce qui, dans les sociétés primitives, étaient probablement l'âge de la reproduction maximale. Les idées développées pas Medawar ont servi de base aux trois théories modernes de l'évolution de la sénescence,,.

## Carrière académique et publications
Medawar est professeur de zoologie à l'Université de Birmingham (1947-1951) puis à l'University College de Londres (1951-1962). En 1962 il devient directeur du National Institute for Medical Research, professeur de médecine expérimental à la Royal Institution (1977-1983) et président de la Royal Postgraduate Medical School (1981-1987). Il s'intéresse à la philosophie, l'opéra et le cricket. Il écrit plusieurs livres : The Art of the Soluble, contenant des essais, Advice to a Young Scientist, Aristotle to Zoos (avec sa femme Jean Shinglewood Taylor), The Life Science, et en 1986, Memoirs of a Thinking Radish, une courte autobiographie.
Il est fait Commandeur de l'Ordre de l'Empire britannique (CBE) en 1958, chevalier en 1965, membre de l'Ordre des compagnons d'honneur (CH) en 1972 et membre de l'ordre du Mérite (OM) en 1981.
Medawar meurt en 1987 après une série d'accident cérébro-vasculaires. Il est enterré à Alfriston dans le Sussex de l'Est. Lady Medawar est décédée en 2005 à 92 ans.